# Tanka (dichtvorm)

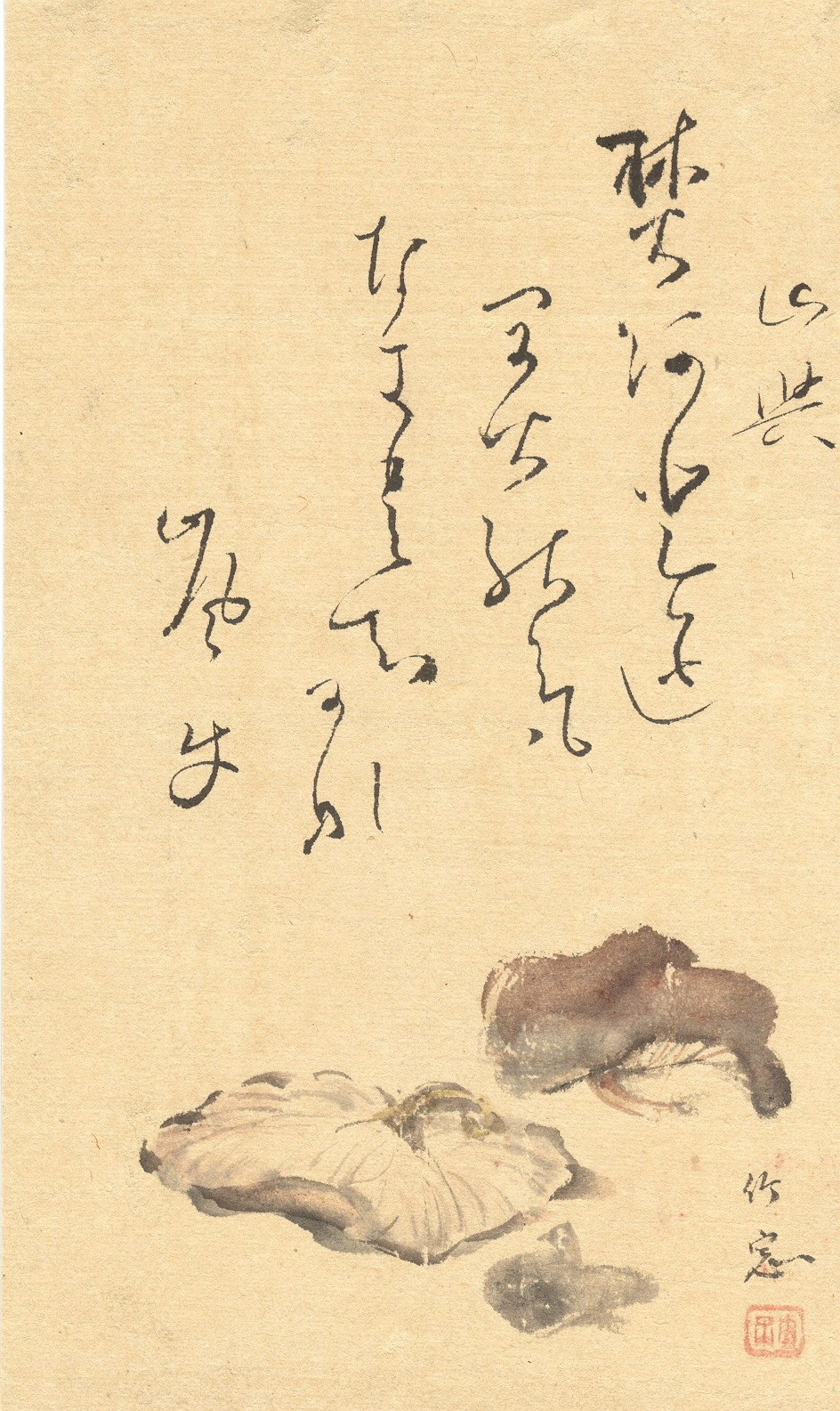
Een tanka, voorzien van tekening, uit 1900

De tanka is een lyrisch gedicht, bestaande uit vijf regels met doorgaans 5-7-5-7-7 lettergrepen, zonder bedoeld rijm of vastgestelde maat. De bakermat van de tanka ligt in de Japanse cultuur van de vijfde eeuw. In de tanka raakt een natuurimpressie aan een diep gevoel of valt er op een natuurlijke wijze mee samen. De tanka verwoordt hoe een natuurindruk en een eigen beleving elkaar vinden; met elkaar een gedicht vormen.
| De lage tonen van de wind gaan af en aan over de velden; daartussen stilte — het niets dat van alle tijden is. | Op zomaar een plek in het naaldbos wat veren van een duif, de kop ertussenin, twee pootjes die niet meer kunnen huppen. |

De kyoka is de aardse, ook ironische, speelse, humoristische of bedrukte tegenvoeter van de tanka. De kyoka kreeg bekendheid in de achttiende eeuw en gaat over wat ons, mensen, zoal bezighoudt of ons overkomt; over wat we zien gebeuren of menen dat er plaatsvindt. De vormkenmerken van de kyoka zijn dezelfde als die van de tanka.
| De kettingwaakhond, de voorpoten langs de kop, ligt zijn dagen uit; veert nog amper op als zij de bak met broodkorsten brengt. | De twee rollators, naast de deur van het café, wachten op hun baas; pas na sluitingstijd gaan ze richting het bejaardenhuis. |

Waar gesproken wordt over tanka wordt meestal tanka én kyoka bedoeld.